# 瀬戸口清文
瀬戸口 清文（せとぐち きよふみ、1953年3月21日 - 2018年3月1日）は、日本の体操指導者である。『おかあさんといっしょ』の8代目たいそうのおにいさんとして知られる。
2002年から2015年3月まで大妻女子大学家政学部児童学科の教授を務めていた。

## 履歴
鹿児島県薩摩郡宮之城町（現・さつま町）出身。日本体育大学体育学部体育学科在学中の1974年4月よりNHKの番組『おかあさんといっしょ』に、斉藤伸子、松熊由紀（共に第11代目のうたのおねえさん）と共に登場したいそうのおにいさんに就任。
体操のコーナータイトル曲は1977年3月までは「地球をどんどん」、1977年4月から1979年3月までは「スイッチ・オン」、1979年4月から1980年3月までは「パラランたいそう」、1980年4月から1981年3月までは「コケコッコたいそう part 1」、1981年4月から1982年3月までは「コケコッコたいそうpart2」 1982年4月から卒業までは「ぞうさんのあくび」といった複数の体操を担当した。
番組内の共演者は、以下の通り。
うたのおにいさんは、初代の田中星児、第2代目の水木一郎、第3代目のたいらいさお、第4代目の宮内良、第5代目のかしわ哲、第6代目の林アキラ、第7代目の坂田おさむ。そのうち、たいらと坂田とは同学年だが、両名より遅い生まれである（たいらは1953年2月11日生まれ、坂田は1952年12月10日生まれ）。
うたのおねえさんは、第11代目の斉藤伸子、第12代目の松熊由紀、第13代目の奈々瀬ひとみ、第14代目のしゅうさえこ、第15代目の森みゆき。
身体表現のおねえさんは、初代の馮智英。
以来13年間にわたり「セトちゃん」の愛称で親しまれ、1987年3月に、森みゆき（第15代目のうたのおねえさん）と共に番組を卒業した。在任期間は13年間。
担当した体操のうち、「スイッチ・オン」は、水木一郎（第2代目のうたのおにいさん）が歌い、「テレビシビレテ」という合言葉と共に人気を博した。そして最後の5年間で担当した「ぞうさんのあくび」は、体操自体は元号が「昭和」から「平成」に改元後の1996年3月までの14年間に亘り受け継がれ、歴代の体操の曲の中では、最も長い期間使用された。瀬戸口の卒業後、第9代目の天野勝弘と第10代目の佐藤弘道が代々この体操を担当した。「地球をどんどん」は主に第6代目の輪島直幸が担当していた。
番組卒業後は子供向け教材（『こどもちゃれんじ』の付録ビデオなど）に出演していたこともある。
2002年から2015年3月まで大妻女子大学家政学部児童学科教授として女子学生の指導にあたるほか、『いないいないばあっ!』や『おとうさんといっしょ』といったNHKの幼児・子供向け番組にも体操指導として携わっていた。また、株式会社メイトが毎年行っている、サマースクールの体操部門に講師として出演しており（歌部門には速水けんたろう（第8代目のうたのおにいさん）が出演）、同社で「セトちゃんのうんとこどっこい運動会16」を自ら企画・監修・振付けをし、発売した。また、「音楽あそび」という部門でも、振付けや、作詞や、歌唱を行うなど晩年まで活動していた。
2018年3月1日午前2時12分に死去。64歳没。65歳の誕生日のちょうどわずか20日前だった。死因は公表されていない。

## 出演
- NHKおかあさんといっしょ - 7代目たいそうのおにいさん（1974年4月2日 - 1987年4月6日）
- クイズ面白ゼミナール （1985年6月9日）[4]

## CM
- 静岡いちご（1990年代前半頃）